# Albert Deß
Albert Deß, né le 17 avril 1947 à Berngau, est un exploitant agricole et un homme politique allemand, membre de l'Union chrétienne-sociale en Bavière (CSU) et député européen de 2004 à 2019.

## Biographie
Agriculteur de profession, il est membre de la CSU depuis 1963 et commence sa carrière politique en devenant Conseiller municipal de Berngau en 1962. Il est nommé responsable de la section locale des Jeunes démocrates-chrétiens en 1974.
Il est élu député au Bundestag lors des élections fédérales de 1990 et est réélu en 1994, 1998 et 2002. Il démissionne le 19 juillet 2004 et est remplacé par Artur Auernhammer.
Il est élu député européen la première fois lors des élections européennes de 2004. Il est réélu en 2009 et 2014.
Au parlement européen, il siège au sein du groupe du Parti populaire européen. Il est membre de la commission de l'agriculture et du développement rural depuis son arrivée en 2004 et membre de la délégation pour les relations avec les pays de l'Asie du Sud depuis 2010(auparavant délégation pour les relations avec le Mercosur).
Il a été décoré de l'ordre du Mérite de la République fédérale d'Allemagne en 1998.

## Mises en cause et controverses

### Affaire Volkswagen
En dehors de l'Allemagne, il est surtout connu pour avoir tenté d'introduire dans la législation du Parlement européen un texte, écrit par Volkswagen, qui aurait exempté toute une classe de véhicules des contrôles de pollution. Sa proposition est abandonnée après l'éruption de l'affaire Volkswagen. 

### Soutien aux pesticides
Alors que le parlement souhaite réformer la politique agricole commune (PAC) pour préserver la biodiversité en réservant des zones interdites aux pesticides entre les champs, Albert Deß et Stuart Agnew réussissent à bloquer la proposition et la commission de l'agriculture et du développement rural appose son véto.
Deß a jusqu'à présent refusé les demandes de commentaires sur ses actions.